# ویتائوتاس
ویتائوتاس (بلاروسی: Вітаўт Кейстутавіч (Vitaŭt Kiejstutavič)؛ لیتوانیایی: Vytautas Didysis; 1350 – ۲۷ اکتبر ۱۴۳۰)همچنین شناخته شده به عنوان ویتائوتاس بزرگ، حاکم دوک‌نشین بزرگ لیتوانی بود، که به‌طور عمده بر روتنیایی‌ها و لیتوانیایی‌ها حکومت می‌کرد. او همچنین حاکم گرودنو و لتوسک نیز بود. او به عنوان پادشاه فرض شده هوسی‌ها نیز شناخته می‌شد.
امروزه در لیتوانی، ویتائوتاس به عنوان یک قهرمان ملی و یک چهره مهم در احیای فرهنگی لیتوانی در سده نوزدهم میلادی به‌شمار می‌رود. ویتائوتاس یک نام مرد پرطرفدار در لیتوانی است. به مناسبت سالگرد ۵۰۰ سالگی درگذشت او، دانشگاه ویتائوتاس مگنوس پس از او نامگذاری شد. برای قدردانی او، مجسمه‌ها و بناهایی در سرار شهرهای لیتوانی میان سال‌های ۱۹۱۸ تا ۱۹۳۹ ساخته شد. باور بر این است که خود ویتائوتاس به زبان لیتوانیایی سخن می‌گفته‌است.

## کشمکش برای قدرت

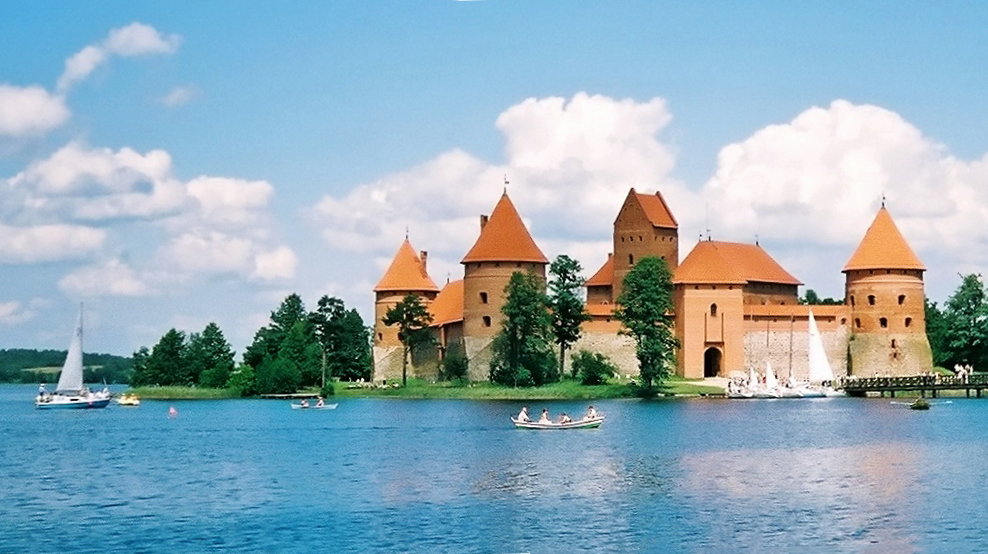
قلعه جزیره تراکای، لیتوانی

### ۱۳۷۷–۱۳۸۴
عموی ویتائوتاس، آلگیرداس تا زمان مرگش حاکم دوکنشین بزرگ لیتوانی بود. آلگیرداس و پدر ویتائوتاس، کشتوتیس، به صورت دوگانه بر لیتوانی حکومت می‌کردند، آلگیرداس بر شرق حکومت و کشتوتیس بر غرب حکومت می‌کردند و کشتوتیس، وظیفه دفاع ضد شوالیه‌های تتونیک را بر عهده داشت. پسر آلگیرداس، یوگایلا تاج و تخت پدرس را به ارث برد. در سال ۱۳۸۰ میلادی، یوگایلا با شوالیه‌های توتنیک علیه کشتوتیس قرارداد بست. زمانی که کشتوتیس این را فهمید، ویلنیوس را تصاحب کرد و یوگایلا را زندانی کرد. هرچند یوگایلا فرار کرد و یک ارتش ضد کشتوتیس آماده کرد. هر دو طرف با یکدیگر مقابله کردند ولی هیچ وقت نبرد واقعی صورت نگرفت. کشتوتیس آمادگی خود را برای مذاکره اعلام کرد اما او و ویتائتوس زندانی شدند و به دژ کروا منتقل شدند. یک هفته پس از آن، به دلایل نامشخصی کشتوتیس کشته شد.
در سال ۱۳۸۲ میلادی، ویتائوتاس از دژ فرار کرد و از شوالیه‌های تتونیک درخواست کمک کرد همزمان که شوالیه‌ها در حال مذاکره با یوگایلا بودند. یوگایلا و شوالیه‌ها قرارداد دوبیستا را پذیرفتند، که با توجه به آن، یوگایلا مسیحی شدن را پذیرفت و با شوالیه‌ها متحد شد و قسمتی از ژمایتیا تا رود دوبیسا را به دست شوالیه‌ها سپرد. با این حال، این قرارداد با شوالیه‌ها هرگز تصویب نشد و سال پس از آن در تابستان ۱۳۸۳ میلادی جنگی دوباره بین شوالیه‌ها و یوگایلا درگرفت. ویتائوتاس به آیین مسیحیت غسل داده شد و در یورش‌های مختلفی ضد یوگایلا شرکت کرد. در ژانویه ۱۳۸۴ میلادی، ویتائوتاس پذیرفت که بخشی از ژمایتیا تا رود نویژس را به دست شوالیه‌ها در عوض به رسمیت شناختن او به عنوان دوک بزرگ، سپرد. هرچند، در ژوئیه همان سال، ویتائتوس قرارداد را با شوالیه‌ها به هم زد و با یوگایلا صلح کرد. به جز تراکای، او تمامی سرزمین‌های از دست رفته کشتوتیس را پس گرفت و سه دژ مهم تتونیک را آتش زد.

### ۱۳۸۵–۱۳۹۲
در سال ۱۳۸۵ و یوگایلا با لهستان اتحادیه کروو با تشکیل داد، که او با  یادویگا از لهستان، و با نام ولادیسلاو یاگیلون دوم، پادشاه لهستان شد. ویتائوتاس نیز در اتحادیه شرکت کرد و دوباره به آیین مسیحیت غسل کرد و نامش به الکساندر تغییر کرد.
یوگایلا برادرش را، اسکیرگایلا به عنوان نماینده پادشاه در لیتوانی قرار داد. هرچند، اسکیرگالا بین مردم لیتوانی بسیار منفور بود و ویتائوتاس این را فرصتی برای حاکم شدن دید. در سال ۱۳۸۹ میلادی، او به ویلنیوس یورش برد ولی شکست خورد. در اوایل دهه ۱۳۹۰ میلادی، او باری دیگر با شوالیه‌های تتونیک متحد شد و با توجه به قرارداد کونیگسبرگ، ویتائوتاس باید قراردادی که در سال ۱۳۸۴ میلادی را باید می‌پذیرفت و ژمایتیا را به دست شوالیه‌ها بسپرد. ارتش او هم‌اکنون لیتوانی را فتح کرد.
اشراف لهستانی با این موضوع که پادشاه نو آن‌ها زمان بسیاری برای کارهای لیتوانی می‌گذاشت، چندان خوشحال نبودند. این واضح بود که جنگ می‌توانست چندین سال به طول می‌انجامد و هیچ سودی برای لهستان به بار نیاورد. در سال ۱۳۹۲ میلادی، یوگایلا هنری از مازوویا را برای پیشنهاد به ویتائوتاس فرستاد که او به جای اسکیرگایلا نماینده پادشاه در لیتوانی بشود. ویتائوتاس پذیرفت و باری دیگر قول خود را با شوالیه‌های تتونیک به هم زد. او سه دژ تتونیک را آتش زد و به ویلنیوس بازگشت. یوگایلا و ویتائوتاس قرارداد آستراوا را بستند که با توجه به آن، ویتائوتاس تمامی سرزمین‌های از دست رفته کشتوتیس، شمال تراکای را پس می‌گیرد. ویتائوتاس به نام یوگایلا بر لیتوانی حکومت می‌کرد. پس از مرگ ویتائوتاس، تمامی سرزمین‌ها و قدرت وی به یوگایلا می‌رسید.

## حاکم دوک نشین بزرگ لیتوانی

### سیاست شرقی
ویتائوتاس بینش آلگیرداس را ادامه داد و سرزمین‌های روتنیایی بیشتری فتح نمود. پیش از این بیشتر این سرزمین‌ها هنوز در دست دوک نشین‌ها بود اما بقیه شان در دست مغول‌ها بود. در سال ۱۳۹۵ میلادی، توقتمش، خان اردوی زرین، پس از شکست از تیمور و از دست دادن تاج و تختش، از ویتائوتاس درخواست کمک کرد. آنها به توافقی رسیدند که بر اساس آن، ویتائوتاس کمک می‌کند توقتمش تاج. تختش را پس بگیرد اما او باید سرزمین‌هایی را به دست لیتوانی می‌سپرد. در سال ۱۳۹۸، ارتش ویتائوتاس به بخشی از کریمه یورش برد و در آنجا دژی ساخت. هم‌اکنون لیتوانی از دریای بالتیک تا دریای سیاه گسترده شده بود. شماری از اسیران تاتار به سرزمین‌های قومیتی لیتوانی نیز آورده شدند.
تلاشهای مستمر از طرف لهستان برای تابع لیتوانی، ویتائوتاس را برای سومین بار سمت شوالیه‌های تتونیک برد و در عوض فتح پسکوف و ولیکی نووگورود، سرزمین اجدادی لیتوانی یعنی ژمایتیا را به دست شوالیه‌ها سپرد.
با توجه به پیروزی او ضد تیمور، ویتائوتاس و یوگایلا از طرف پاپ بونیفاس نهم نیز برای یک جنگ دینی ضد مغول‌ها حمایت شدند. این حرکت سیاسی نشان می‌داد که لیتوانی به صورت کامل آیین مسیحیت را پذیرفته بود و شوالیه‌های تتونیک دیگر مبنا و اساس خاصی برای جنگ با لیتوانی نداشتند. لشگرکشی آنها با نبرد رود ورسکالا شکست سنگینی خورد. بیش از ۲۰ حاکم شامل ۲ تا از برادرهای یوگایلا در این نبرد کشته شدند و خود ویتائوتاس به سختی از نبرد فرار کرد. شماری از شورش‌ها ضد ویتائوتاس صورت گرفت. اسمولنسک توسط حاکم ارثی آن، یوری از اسمولنسک باز پس گرفته شد و تا سال ۱۴۰۴ میلادی به دست لیتوانی بازنگشت. ویتائوتاس بین سال‌های ۱۴۰۶–۱۴۰۸ ضد پسرخوانده خود، واسیلی یکم مسکو و اشویتریگایلا، یکی از برادران یوگایلا که با شوالیه‌های تتونیک متحد شده بود و خود را ولیعهد بزرگ خواند. یک ایستادگی میان دو ارتش در نبردی به پایان رسید و با توجه به قرارداد صلح اوگرا، که با توجه به آن، ولیکی نووگورود، به برادر یوگایلا لنگونیس و شهر با ارزش پسکوف به نماینده یوگایلا، یرزی نوس سپرده شد. جنگ با مسکوی در سال ۱۴۰۸ به پایان رسید و به جنگ رفتن با تتونیک‌ها را غیرممکن کرده بود.

### جنگ‌های ضد شوالیه‌های تتونیک

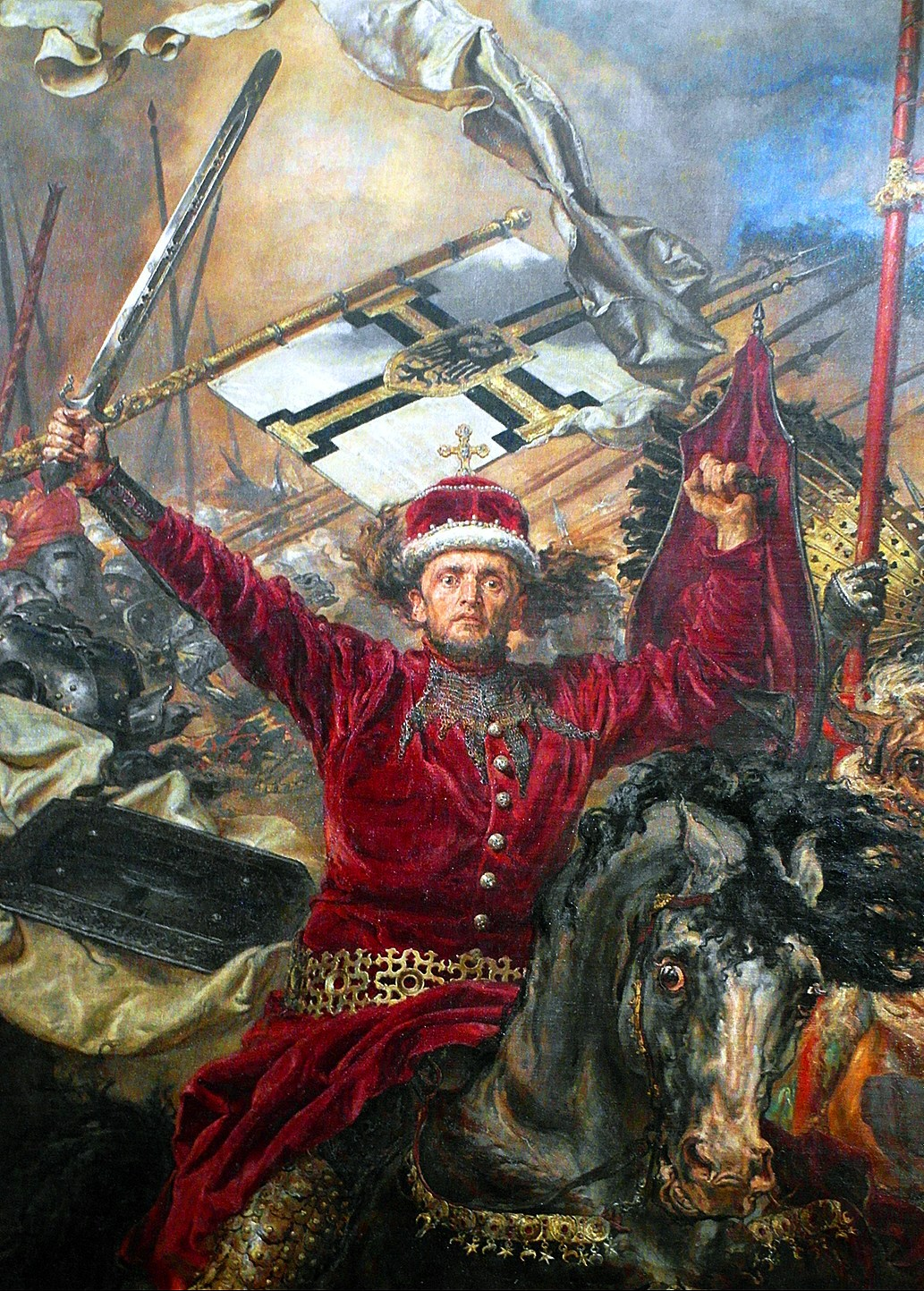
ویتائوتاس بزرگ در نبرد گرونوالد، اثر یان ماتیکو

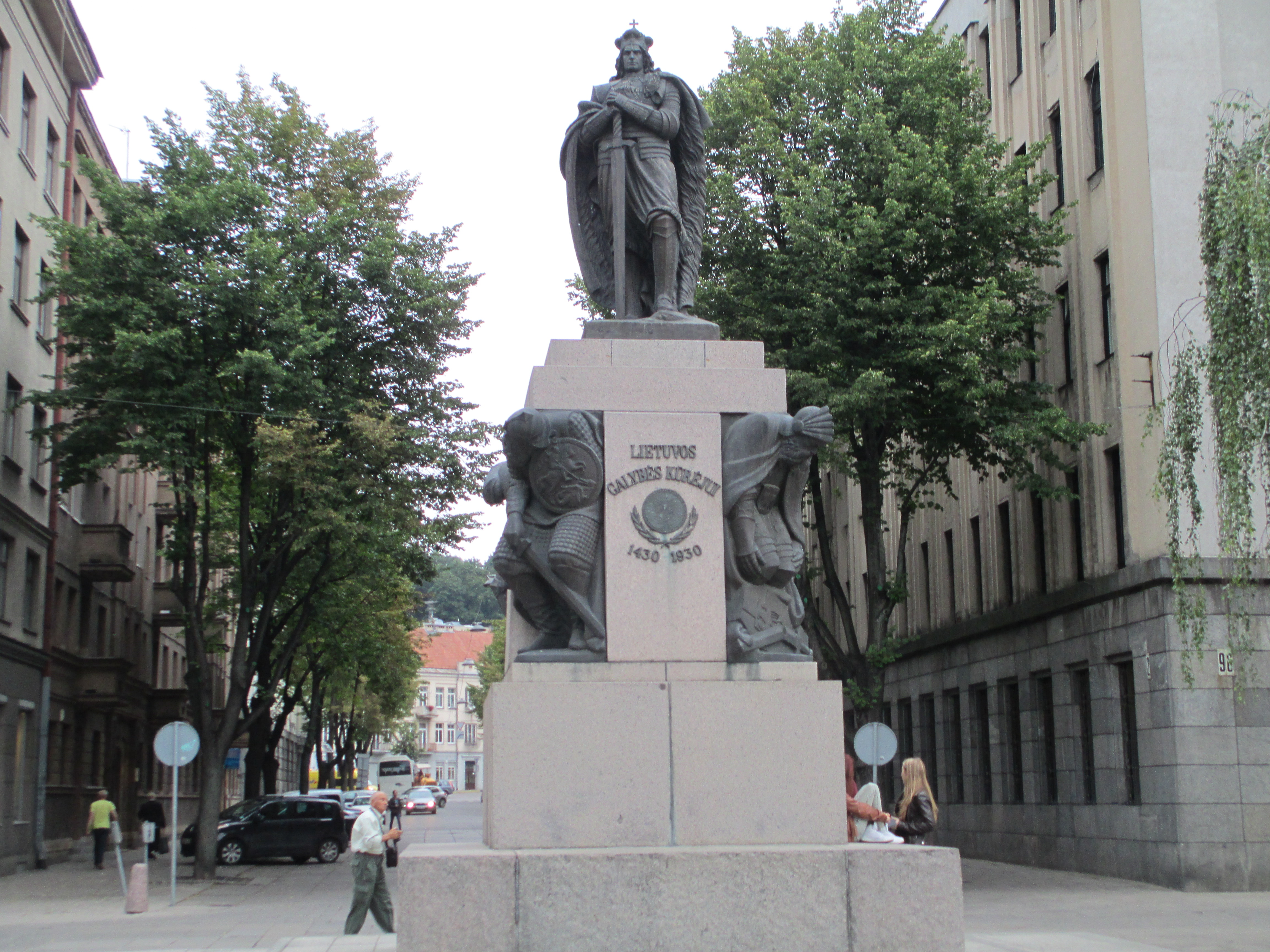
پیکره ویتائوتاس بزرگ در شهر کاوناس

در قرارداد سالیناس، ویتائوتاس ژمایتیا را به دست شوالیه‌های تتونیک سپرده بود. ژمایتیا برای شوالیه‌ها بسیار مهم و با ارزش بود چون شوالیه‌های تتونیک که در پروس بودند را از برادران لیوونی شمشیر که در لاتویا بودند جدا می‌کرد. هر دو شوالیه‌ها می‌خواستند که متحد شوند و قدرتی متحد تشکیل دهند اما تتونیک‌ها ژمایتیا را فقط برای ۳ سال حکم رانی کردند، چون در ۱۳ مارس ۱۴۰۱ میلادی، مردم ژمایتیا که توسط ویتائوتاس حمایت می‌شدند ضد شوالیه‌های تتونیک شورش کردند و دو دژ تتونیک را آتش زدند. شوالیه‌ها از اشویتریگایلا، برادر یوگایلا که خواستار غضب کردن عنوان ویتائوتاس بود کمک گرفتند. در سال ۱۴۰۴ میلادی بین لیتوانی و تتونیک‌ها صلح شد و لیتوانی باید ژمایتیا را به دست شوالیه‌ها می‌سپرد. لهستان مشخص کرد که از لیتوانی در جنگ دیگری حمایت نمی‌کند. شوالیه‌ها هم مشخص کردند که از ویتائوتاس به عنوان حاکم دوک نشین بزرگ لیتوانی حمایت می‌کنند. هرچند این قرارداد مانع جنگ‌های دیگری میان لیتوانی و شوالیه‌ها نشد.
در سال ۱۴۰۸ ویتائوتاس در شرق به صلح رسید و آماده جنگی دوباره با شوالیه‌ها شد. در سال ۱۴۰۹ دومین شورش ژمایتایی‌ها ضد شوالیه‌های تتونیک آغاز شد و شورشیان دژ اسکیرسنمونه را به آتش کشیدند. هردوی لهستان و لیتوانی از شورشیان حمایت کردند. ویتائوتاس ارتشی بزرگ درست کرد و همراه با نیروهای لهستانی، به سوی پایتخت تتونیک، به سوی دژ مارینبرگ (مالبورک کنونی) پیشروی کردند. در سال ۱۴۱۰، خود ویتائوتاس بر ارتشش در نبرد گرونوالد یا نبرد ژالگیریس را رهبری کرد. این نبرد یک برد قاطع برای لهستان و لیتوانی بود. از آن زمان به پس شوالیه‌ها هرگز قدرت پیشین خود را پس نگرفتند و دیگر تهدید جدی ای برای لهستان و لیتوانی نبودند. از آن پس، لهستان-لیتوانی در شرق اروپا یک قدرت به حساب می‌رفتند و ویتائوتاس با کوریا در روم از اعتبار بالایی برخوردار بود.
در نتیجه صلح سال ۱۴۱۱، ویتائوتاس ژمایتیا را برای همیشه باز پس گرفت. هرچند هیج طرفی نتوانست بر روی مرزشان موافقت کنند. زیگیزموند، امپراتور مقدس روم بر این موافقت کرد که اختلاف نظر را مراقبه کند. در سال ۱۴۱۳ میلادی، از طرف لیتوانی اعلام شد که تمامی سرزمین‌های غرب رود نمان جزو خاک ژمایتیا هستند پس باید به لیتوانی داده شود. شوالیه‌ها نپذیرفتند و جنگی دیگر در سال ۱۴۱۴ میلادی آغاز گشت. این جنگ فقط چند ماه طول کشید و اختلاف نظر به شورای کنستانس برده شد. با این که اختلاف نظر هیچ وقت حل نشد، ژمایتایی‌ها شانسی برای نشان دادن نظر خود مقابل حاکم‌های اروپایی داشتند. این واقعه به عنوان اتفاق مهمی در تاریخ دیپلماتیک لیتوانی به‌شمار می‌رود. چندین تلاش دیگر برای صلح شکست خوردند و دوباره در سال ۱۴۲۲ میلادی جنگی دیگر دربر گرفت. پس از چندین ماه جنگیدن، قرارداد دریاچه ملنو بسته شد. تمامی خاک ژمایتیا تا همیشه به لیتوانی سپرده شد هرچند که شهر ممل (کلایپدای امروزی) در دست شوالیه‌ها ماند. این مرز ساخته شد ۵۰۰ سال تا سال ۱۹۲۳ با اختلاف نظری که آن موقع سر منطقه کلایپدا به وجود آمد، ماندگار بود. هم‌اکنون که صلح به وجود آمد، ویتائوتاس می‌تواند بر رابطه با لهستان و اصلاحات تمرکز کند.

### روابط با لهستان
در سال ۱۳۹۹، یادویگا از لهستان و فرزند تازه به دنیا آمده اش از دنیا رفتند. قدرت یوگایلا در لهستان در خطر بود چون به جز همسرش رابطه دیگری با تاج و تخت لهستان نداشت. همچنین، پس از شکست در نبرد ورسکلا یک شکاف بین روابط لهستان و لیتوانی به وجود آورد. ویتائوتاس خودمختاری بسیار بالایی داشت اما پس از مرگ او تمامی اموال و نشانش به پادشاه لهستان رفت. در صورتی که اول یوگایلا بدون هیچ وارثی از دنیا برود، بدون مشاوره ویتائوتاس پادشاه جدیدی انتخاب نکنند.

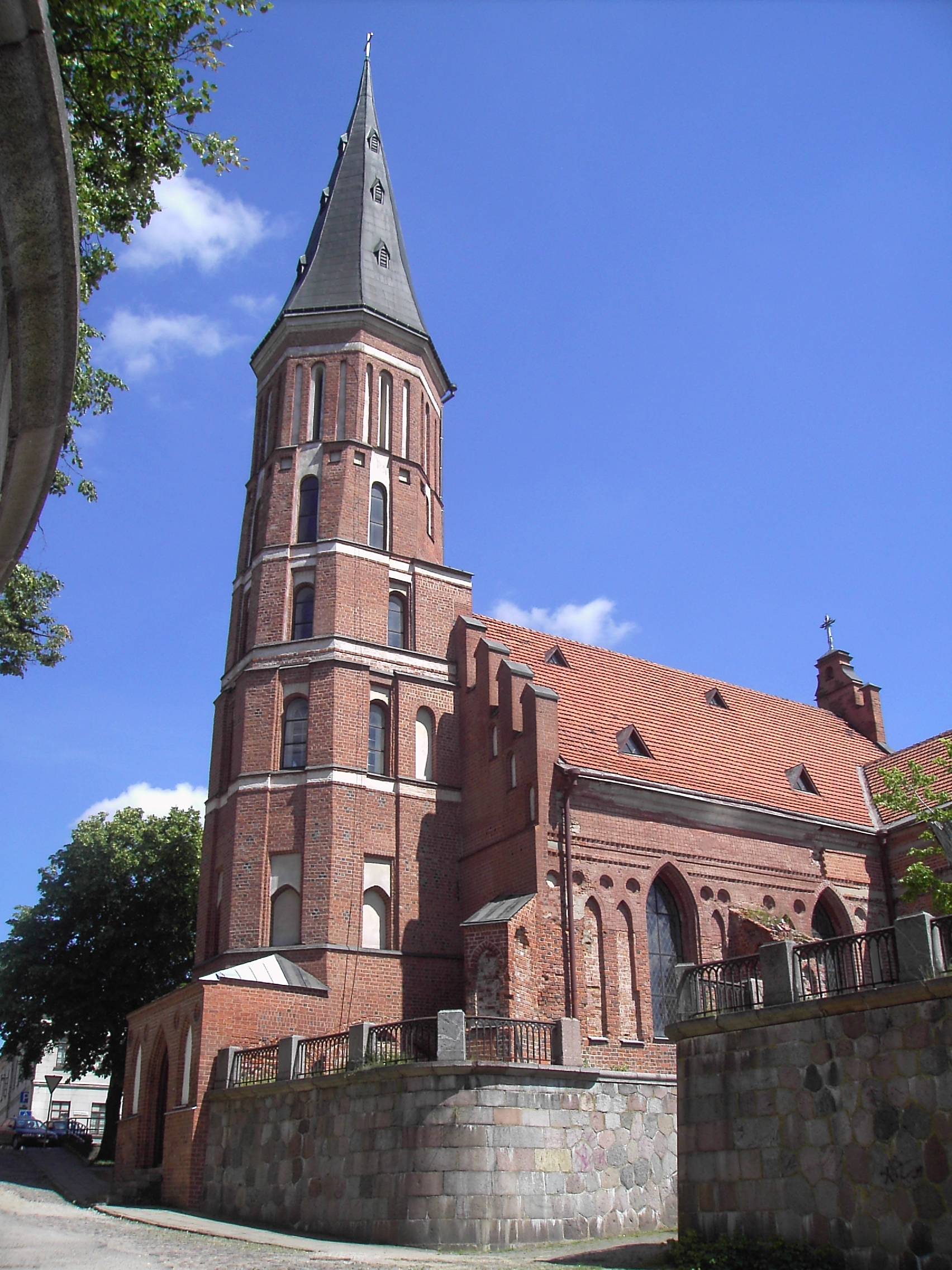
کلیسای ویتائوتاس بزرگ، ساخته شده در کاوناس، سده ۱۴۰۰ میلادی

دوک نشین بزرگ لیتوانی، کشور خود و پارلمان خود باقی ماند. در همان زمان اشراف لیتوانیایی و لهستانی با یکدیگر موضوعات را بحث می‌کردند.
در ژانویه ۱۴۲۹ میلادی، کنگره لوتسک، زیگیزموند، امپراتور مقدس روم، پیشنهاد داد که ویتائوتاس پادشاه لیتوانی بشود. این تبدیل به مشکل بزرگی میان ویتائوتاس، یوگایلا و اشراف لهستانی به وجود آورد. ویتائوتاس در دژ جزیره تراکای همان سال جان سپرد. او در کلیسای جامع ویلنیوس به خاک سپرده شد.

### اصلاحات
ویتائوتاس از رشد اقتصادی لیتوانی بسیار حمایت کرد و اصلاحات بسیاری انجام داد. در دوران حکومت او دوچی بزرگ لیتوانی مرکزی تر شد، همانا که حاکم‌های محلی از سلسه دوک بودند با حاکم‌های وفادار به ویتائوتاس عوض شدند.